# Coppa Italia Dilettanti 2019-2020
La Coppa Italia Dilettanti 2019-2020 è stata la cinquantaquattresima edizione di un trofeo di calcio, al quale partecipano tutte le squadre iscritte ai campionati di Eccellenza, oltre ad alcune di Promozione. La squadra vincitrice acquisisce il diritto a partecipare al campionato di Serie D 2020-2021.
Il 20 maggio 2020, a causa dell'emergenza causata dalla pandemia di COVID-19, la FIGC ha determinato l'interruzione definitiva delle competizioni organizzate dalla LND per la stagione 2019-2020, includendo pertanto anche la Coppa Italia Dilettanti.

## Formula
Come stabilito dal regolamento, la competizione prevede una prima fase regionale, organizzata e gestita dai Comitati Regionali stessi che ne stabiliscono la formula. Ogni comitato deve segnalare la squadra qualificata alla fase nazionale della competizione, che deve necessariamente militare in Eccellenza e che viene insignita del titolo di Campione di Coppa Regionale.
Le 19 squadre qualificate dai tornei regionali verranno suddivise in 8 raggruppamenti:
Girone A: Liguria - Lombardia - Piemonte-Valle d'Aosta

Girone B: Friuli-Venezia Giulia - Trentino-Alto Adige - Veneto

Girone C: Emilia-Romagna - Toscana

Girone D: Marche - Umbria

Girone E: Lazio - Sardegna

Girone F: Abruzzo - Molise

Girone G: Basilicata - Campania - Puglia

Girone H: Calabria - Sicilia
I gruppi composti da tre squadre si affronteranno in un torneo triangolare di sola andata, mentre delle singole gare si svolgerà sia l'andata che il ritorno.
Tutti i turni successivi si svolgeranno in gare di andata e ritorno, tranne la finale che sarà a gara unica.

## Riepilogo fase regionale
| Coppa Regionale              | Vincitrice              | Finalista           | Risultato       | Partecipanti                                                                     |
| ---------------------------- | ----------------------- | ------------------- | --------------- | -------------------------------------------------------------------------------- |
| Coppa Abruzzo                | Torrese                 | Castelnuovo Vomano  | 1 - 1 (5-4 dtr) | le 18 di Eccellenza                                                              |
| Coppa Basilicata             | Vultur Rionero          | Lavello             | 2 - 0           | le 16 di Eccellenza                                                              |
| Coppa Calabria               | San Luca                | Morrone Cosenza     | 1 - 1 (5-3 dtr) | 48 (16 di Eccellenza e 32 di Promozione)                                         |
| Coppa Campania               | Afragolese              | Costa d'Amalfi      | 1 - 0           | le 36 di Eccellenza                                                              |
| Coppa Emilia-Romagna         | Virtus Castelfranco     | S. Agostino         | 3 - 2 (dts)     | le 36 di Eccellenza                                                              |
| Coppa Friuli-Venezia Giulia  | Manzanese               | Torviscosa          | 1 - 0           | le 16 di Eccellenza                                                              |
| Coppa Lazio                  | Real Monterotondo Scalo | Villalba Ocres Moca | 2 - 1           | le 36 di Eccellenza                                                              |
| Coppa Liguria                | Sestri Levante          | Albenga             | 2 - 1           | le 16 di Eccellenza                                                              |
| Coppa Lombardia              | Casatese                | Valcalepio          | 1 - 0           | le 48 di Eccellenza                                                              |
| Coppa Marche                 | Forsempronese           | Porto d'Ascoli      | 2 - 1           | le 16 di Eccellenza                                                              |
| Coppa Molise                 | Tre Pini Matese         | Campodipietra       | 4 - 0           | 32 (16 di Eccellenza e 16 di Promozione)                                         |
| Coppa Piemonte-Valle d'Aosta | Chisola                 | Baveno              | 2 - 1 (dts)     | le 32 di Eccellenza                                                              |
| Coppa Puglia                 | Corato                  | Atletico Vieste     | 0-0; 3-1        | le 16 di Eccellenza                                                              |
| Coppa Sardegna               | Carbonia                | Atletico Uri        | 1 - 0           | le 16 di Eccellenza                                                              |
| Coppa Sicilia                | Giarre                  | Sancataldese        | 0 - 0 (5-4 dtr) | le 32 di Eccellenza                                                              |
| Coppa Toscana                | San Marco Avenza        | Badesse             | 2 - 1           | le 32 di Eccellenza                                                              |
| Coppa Trentino-Alto Adige    | Trento                  | Sankt Georgen       | 2 - 0           | 48 (16 di Eccellenza e 32 di Promozione)                                         |
| Coppa Umbria                 | Tiferno Lerchi          | Ducato Spoleto      | 2 - 2 (6-5 dtr) | le 16 di Eccellenza                                                              |
| Coppa Veneto                 | Sandonà 1922            | Garda               | 1 - 0           | le 32 di Eccellenza                                                              |
| Totale                       | 19 club ammessi         | -                   | -               | 542 club partecipanti alle fasi regionali (462 di Eccellenza e 80 di Promozione) |

## Fase eliminatoria a gironi

### Girone A
| Squadra           | P.ti | G | V | N | P | GF | GS | DR |
| ----------------- | ---- | - | - | - | - | -- | -- | -- |
| 1. Sestri Levante | 3    | 1 | 1 | 0 | 0 | 3  | 0  | +3 |
| 2. Casatese       | 0    | 0 | 0 | 0 | 0 | 0  | 0  | 0  |
| 3. Chisola        | 0    | 1 | 0 | 0 | 1 | 0  | 3  | -3 |

| Arbitro: | Picardi (Viareggio) |

|  |           |                                        |
|  | Marcatori | 18’ Bergamino 42’ Panepinto 45’ Parodi |

| Casatenovo 8 aprile 2020, ore 15:00 | Casatese | – non disputata | Chisola | Stadio comunale |

| Sestri Levante | Sestri Levante | – non disputata | Casatese | Stadio Giuseppe Sivori |

### Girone B
| Squadra         | P.ti | G | V | N | P | GF | GS | DR |
| --------------- | ---- | - | - | - | - | -- | -- | -- |
| 1. Manzanese    | 3    | 1 | 1 | 0 | 0 | 2  | 1  | +1 |
| 2. Trento       | 0    | 0 | 0 | 0 | 0 | 0  | 0  | 0  |
| 3. Sandonà 1922 | 0    | 1 | 0 | 0 | 1 | 1  | 2  | -1 |

| Arbitro: | Striamo (Salerno) |

|                  |           |                        |
| Incatasciato 28’ | Marcatori | 16’ Duca 76’ Corvaglia |

| Trento 8 aprile 2020, ore 15:00 | Trento | – non disputata | Sandonà 1922 | Stadio Briamasco |

| Manzano | Manzanese | – non disputata | Trento | Polisportivo Comunale |

### Girone C
| Squadra 1        | Totale | Squadra 2           | Andata | Ritorno |
| ---------------- | ------ | ------------------- | ------ | ------- |
| San Marco Avenza | 2 - 1  | Virtus Castelfranco | 2 - 1  | 0 - 0   |

| Arbitro: | Rossini (Torino) |

|                             |           |             |
| Da Pozzo 47’ Tescione 90+2’ | Marcatori | 33’ Assouan |

| Castelfranco Emilia 4 marzo 2020, ore 15:00 | Virtus Castelfranco    | 0 – 0 | San Marco Avenza | Stadio Fausto Ferrarini\| Arbitro: \| Acquafredda (Molfetta) \| |
| Arbitro:                                    | Acquafredda (Molfetta) |       |                  |                                                                 |

### Girone D
| Squadra 1      | Totale | Squadra 2     | Andata | Ritorno |
| -------------- | ------ | ------------- | ------ | ------- |
| Tiferno Lerchi |        | Forsempronese | 0 - 2  | n.d.    |

| Arbitro: | Olmi Zippilli (Mantova) |

|  |           |                        |
|  | Marcatori | 18’ Conti 67’ Pagliari |

| Fossombrone 8 aprile 2020, ore 18:30 | Forsempronese | – non disputata | Tiferno Lerchi | Stadio Marcello Bonci |

### Girone E
| Squadra 1               | Totale | Squadra 2 | Andata | Ritorno |
| ----------------------- | ------ | --------- | ------ | ------- |
| Real Monterotondo Scalo | 3 - 2  | Carbonia  | 3 - 1  | 0 - 1   |

| Arbitro: | Serani (L'Aquila) |

|                                |           |            |
| Lupi 14’, 56’ Lalli 25’ (rig.) | Marcatori | 10’ Meloni |

| Arbitro: | Toro (Catania) |

|             |           |  |
| Kassama 58’ | Marcatori |  |

### Girone F
| Squadra 1 | Totale | Squadra 2       | Andata | Ritorno |
| --------- | ------ | --------------- | ------ | ------- |
| Torrese   | 4 - 1  | Tre Pini Matese | 2 - 0  | 2 - 1   |

| Arbitro: | Vincenzi (Bologna) |

|                                    |           |  |
| Di Federico 37’ Di Francesco 90+5’ | Marcatori |  |

| Arbitro: | Vai (Jesi) |

|                        |           |                          |
| Langellotti 84’ (rig.) | Marcatori | 76’ Mosca 90+1’ Criscolo |

### Girone G
| Squadra           | P.ti | G | V | N | P | GF | GS | DR |
| ----------------- | ---- | - | - | - | - | -- | -- | -- |
| 1. Corato         | 3    | 1 | 1 | 0 | 0 | 3  | 1  | +2 |
| 2. Afragolese     | 3    | 1 | 1 | 0 | 0 | 2  | 0  | +2 |
| 3. Vultur Rionero | 0    | 2 | 0 | 0 | 2 | 1  | 5  | -4 |

| Arbitro: | Galioto (Siracusa) |

|                       |           |  |
| Fava Passaro 83’, 90’ | Marcatori |  |

| Arbitro: | Mirri (Savona) |

|                       |           |                                       |
| Vicedomini 58’ (aut.) | Marcatori | 59’ Petitti 73’ Leonetti 82’ Agodirin |

| Ruvo di Puglia 8 aprile 2020, ore 15:00 | Corato | – non disputata | Afragolese | Stadio Fausto Coppi |

### Girone H
| Squadra 1 | Totale      | Squadra 2 | Andata | Ritorno |
| --------- | ----------- | --------- | ------ | ------- |
| San Luca  | 2 - 2 (gfc) | Giarre    | 1 - 0  | 1 - 2   |

| Arbitro: | Frasynyak (Gallarate) |

|           |           |  |
| Pelle 78’ | Marcatori |  |

| Arbitro: | Maccorin (Pordenone) |

|                          |           |             |
| Cocimano 20’ Maimone 51’ | Marcatori | 63’ Catania |

## Fase a eliminazione diretta

### Quarti di finale
| Squadra 1               | Totale | Squadra 2 | Andata | Ritorno |
| ----------------------- | ------ | --------- | ------ | ------- |
|                         |        |           | n.d.   | n.d.    |
| San Marco Avenza        |        |           | n.d.   | n.d.    |
| Real Monterotondo Scalo |        | Torrese   | n.d.   | n.d.    |
|                         |        | San Luca  | n.d.   | n.d.    |